# گیبل و لمبارد
گیبل و لمبارد (به انگلیسی: Gable and Lombard) یک فیلم سینمایی آمریکایی بیوگرافی به کارگردانی سیدنی جی. فیوری محصول سال ۱۹۷۶ با فیلمنامه‌ای از باری سندلر که بر اساس ازدواج عاشقانه ستاره‌های سینما کلارک گیبل و کارول لمبارد ساخته شده‌است.

## بازیگران اصلی
- جیمز برولین - کلارک گیبل
- جیل کلایبورگ - کارول لمبارد
- آلن گارفیلد - لوئیس بی. میر
- رد باتنز - ایوان کوپر
- جوآن لینویل - ریا گیبل
- ملانی مایرون - دیکسی
- راس الیوت - مدیر لومبارد
- مورگان بریتانی - ویوین لی

| « | [ ۲ ] | » |